# Locrino
Locrino è un re leggendario dei britanni, ricordato dalla Historia Regum Britanniae di Goffredo di Monmouth. Figlio più anziano di Bruto, discendeva dai troiani attraverso Enea. Regnò su quella parte della Britannia chiamata Loegria. Regnò per dieci anni, la maggior parte dei quali furono pacifici. Alleatosi con il fratello Kamber, vendicò l'altro fratello, Albanatto, ucciso da Humber l'Unno. Lo scontro avvenne sulle rive di un fiume, dove Humber annegò.
Dopo la battaglia, al fiume fu dato il nome di Humber. Prese Estrildis, figlia del re dei germani, che era stata catturata dagli unni. Ciò fece infuriare Corineo, un alleato di suo padre Bruto, che aveva combinato il matrimonio tra Locrino e la figlia Gwendolen. Locrino accettò questo sposalizio, ma restò segretamente innamorato di Estrildis.
Dalla moglie ebbe un figlio, Maddan, mentre Estrildis gli diede una figlia, Habren. Locrino mandò il figlio presso il nonno Corineo. Quando quest'ultimo morì, Locrino lasciò Gwendolen e prese come sua regina Estrildis. La moglie ripudiata si recò in Cornovaglia, dove mise insieme un esercito per vendicarsi del marito, che morì in battaglia presso il fiume Stour. Gwendolen regnò al suo posto.